# Jean Victor Marie Moreau
Jean Victor Marie Moreau, född 14 februari 1763, död 2 september 1813, var en fransk general. 
Moreau utmärkte sig 1794 under fälttåget i Nederländerna och därefter som chef for Rhenarmén 1796. Han blev avsatt 1797 misstänkt for delaktighet i Pichegrus förräderi. Moreau fick 1799 befälet över de franska styrkorna i Italien och hjälpte Napoleon Bonaparte under Brumairekuppen samma år. Han blev på nytt överbefälhavare över Rhenarmén och besegrade i december 1800 österrikarna i slaget vid Hohenlinden. Moreau ställde sig emellertid i  opposition mot Napoleon, blev fängslad i februari 1804 och landsförvisad till USA. Han gick senare i allierad tjänst och blev dödligt sårad i slaget vid Dresden i augusti 1813.